# Jerzy Kaszuba
Jerzy Kaszuba (ur. 21 marca 1956 w Piotrkowie Trybunalskim) – muzyk akordeonista, pedagog, profesor sztuk muzycznych, rektor Akademii Muzycznej im. Feliksa Nowowiejskiego w Bydgoszczy w latach 1999–2005 i 2012–2020.

## Życiorys
Urodził się w 1956 w Piotrkowie Trybunalskim. Studia muzyczne odbywał w Państwowej Wyższej Szkole Muzycznej w Warszawie w klasie akordeonu prof. Lecha Puchnowskiego. Dyplom tej uczelni uzyskał w 1979. Był laureatem nagród na konkursach akordeonowych w Niemczech (Trossingen, Klingenthal, 1973), Francji (Cannes, 1979) i Polsce (Białystok, 1975). Występował na renomowanych festiwalach, takich jak np. „Styryjska Jesień" – Graz, Austria (1978), „Poznańska Wiosna Muzyczna” (1979) „Warszawska Jesień” (1980).
Z bydgoską Akademią Muzyczną jest związany od 1980 jako pedagog gry na akordeonie. W tej uczelni uzyskał tytuł profesora (1996). W latach 1993–1996 był dziekanem Wydziału Instrumentalnego, w latach 1996–1999 pełnił funkcję prorektora ds. studentów, a w okresie 1999–2005 i ponownie od 2012 do 2020 był rektorem uczelni. W czasie kierowania uczelnią wprowadził nowe specjalności - muzykę jazzową i rozrywkową oraz muzykę kościelną (od 2003), wychodząc naprzeciw wieloletnim postulatom bydgoskiego środowiska muzycznego.
W Akademii Muzycznej w Bydgoszczy wykształcił około 30 absolwentów, wśród których znajdują się laureaci konkursów krajowych i zagranicznych. Jest także autorem prac: „25 lat Stowarzyszenia Akordeonistów Polskich” i „Metody nauczania gry na akordeonie”. Był współorganizatorem i jurorem ogólnopolskich i międzynarodowych konkursów akordeonowych. Jako wykonawca, solista i kameralista wystąpił w około 3 tys. koncertów i audycji. Dokonał wielu prawykonań muzyki kompozytorów polskich, ma na swoim koncie również transkrypcje na akordeon solo i akordeon w zespołach kameralnych. Wiele utworów w jego wykonaniu utrwalonych zostało przez Polskie Radio i Telewizję oraz na płytach Polskich Nagrań.
Obok działalności zawodowej zajmuje się działalnością społeczną. Pełnił funkcję wiceprezesa Zarządu Głównego Stowarzyszenia Akordeonistów Polskich, jest członkiem Fundacji Rektorów Polskich z siedzibą w Warszawie oraz Towarzystwa Muzycznego w Bydgoszczy.

### Rodzina
Jerzy Kaszuba jest żonaty. Jego żona jest muzykiem (akordeon), solistą i kameralistą, pedagogiem Zespołu Szkół Muzycznych i Akademii Muzycznej w Poznaniu. Mają troje dzieci (dwóch synów i córkę), które kształcą się w kierunku muzycznym.

## Odznaczenia
- Srebrny Medal „Zasłużony Kulturze Gloria Artis” – 2020[2]
- Nagroda Ministra Kultury i Dziedzictwa Narodowego za osiągnięcia organizacyjne – 2020
- Złoty Krzyż Zasługi,
- Odznaka „Zasłużony Działacz Kultury”,
- Nagroda Artystyczna Młodych im. Stanisława Wyspiańskiego[3],
- Nagrody rektora bydgoskiej Akademii Muzycznej.